# شون كيلينغ
شون كيلينغ (بالإنجليزية: Shaun Keeling)‏ هو مجدف جنوب أفريقي، ولد في 21 يناير 1987 في كروجرزدروب ‏ في جنوب أفريقيا.

## وصلات خارجية
- شون كيلينغ على موقع الاتحاد الدولي للتجديف (الإنجليزية)
- شون كيلينغ على موقع اللجنة الأولمبية الدولية (الإنجليزية)
- شون كيلينغ على موقع أوليمبيديا (الإنجليزية)